# Dobreni
Dobreni è un comune della Romania di 1 768 abitanti, ubicato nel distretto di Neamț, nella regione storica della Moldavia. 
Il comune è formato dall'unione di 3 villaggi: Cășăria, Dobreni, Sărata.
Nel 2005 si sono staccati da Dobreni i villaggi di Negrești e Poiana, andati a formare il comune di Negrești.